# Trifolium lucanicum
Trifolium lucanicum är en ärtväxtart som beskrevs av Giovanni Gussone. Trifolium lucanicum ingår i släktet klövrar, och familjen ärtväxter. Inga underarter finns listade i Catalogue of Life.